# Andrej Korotajev
Andrej Vitaljevič Korotajev (rusko Андр́ей Вит́альевич Корот́аев), ruski antropolog, orientalist, ekonomist, zgodovinar in sociolog, * 17. februar, 1961, Moskva, Sovjetska zveza (sedaj Rusija).
Študiral je na Državni univerzi v Moskvi, kjer je diplomiral leta 1984. Zagovarjal doktorsko disertacijo leta 1993 na Univerzi v Manchestru. Višji raziskovalec profesor Vzhodni inštitut Ruske akademije znanosti. V letih 2003 do 2004 je gostoval na Inštitutu za višji študij v Princetonu, New Jersey. Je avtor več kot 300 znanstvenih del, vključno s 24 knjigami. Je eden od glavnih zagovornikov kulturnega materializma. 
Bil je znan tudi po svojih prispevkih k teoriji družbenega razvoja. 
Ustvaril je vrsto matematičnih modelov, ki podrobno opisujejo dolgoročne politično-demografske dinamike v Egiptu.
Prav tako so pomembni znanstveni prispevki na naslednjih področjih:
- raziskave o izvoru islama,[5]
- raziskave na dolgih valovih v globalne gospodarske dinamike.[6]

## Dela:
- Andrej Korotajev (1995). Ancient Yemen. Oxford: Oxford University Press. ISBN 0-19-922237-1.
- Andrej Korotajev (1996). Pre-Islamic Yemen. Wiesbaden: Harrassowitz Verlag. ISBN 3-447-03679-6.
- Korotayev A.V., Kazankov A.A. Regions Based on Social Structure: A Reconsideration // Current Anthropology 41/5 (2000): 668–690.
- Andrey Korotayev. World Religions and Social Evolution of the Old World Oikumene Civilizations: A Cross-cultural Perspective. New York: Edwin Mellen Press, 2004.
- Korotayev A., Malkov A., Khaltourina D. Introduction to Social Macrodynamics: Compact Macromodels of the World System Growth. Moscow: URSS, 2006 URSS.ru - Books on Science - : Korotayev A., Malkov A., Khaltourina D. / Introduction to Social Macrody / Korotayev A., Malkov A., Khaltourina D. / ISBN 5-484-00414-4.
- Korotayev A., Malkov A., Khaltourina D. Introduction to Social Macrodynamics: Secular Cycles and Millennial Trends. Moscow: URSS, 2006 URSS.ru - Books on Science - : Korotayev A., Malkov A., Khaltourina D. / Introduction to Social Macrody / Korotayev A., Malkov A., Khaltourina D. / ISBN 5-484-00559-0.
- Korotayev A. & Khaltourina D. Introduction to Social Macrodynamics: Secular Cycles and Millennial Trends in Africa. Moscow: URSS, 2006 URSS.ru - Books on Science - : Korotayev A., Khaltourina D. / Introduction to Social Macrody / Korotayev A., Khaltourina D. / ISBN 5-484-00560-4.
- Alexander V. Markov,  and Andrey V. Korotayev (2007) "Phanerozoic marine biodiversity follows a hyperbolic trend" Palaeoworld 16(4): pp. 311-318.
- Phases of global demographic transition correlate with phases of the Great Divergence and Great Convergence. Technological Forecasting and Social Change. Volume 95, June 2015, Pages 163–169.
- Great Divergence and Great Convergence. A Global Perspective (Springer, 2015).